# Winkl (Gemeinde Röhrenbach)
Winkl ist ein Ort und eine Katastralgemeinde der Gemeinde Röhrenbach im Bezirk Horn in Niederösterreich.

## Geschichte
Laut Adressbuch von Österreich waren im Jahr 1938 in der Ortsgemeinde Winkl zwei Gastwirte, ein Gemischtwarenhändler, ein Schmied, ein Schneider und mehrere Landwirte ansässig.

## Geografie
Der Ort liegt im westlichen Teil des Horner Beckens westlich der Gemeinde Röhrenbach. Die Seehöhe in der Ortsmitte beträgt 459 Meter. Die Fläche der Katastralgemeinde umfasst 5,59 km². Die Einwohnerzahl beläuft sich auf 115 Einwohner (Stand: 1. Jänner 2024).

## Postleitzahl
In der Gemeinde Röhrenbach finden mehrere Postleitzahlen Verwendung. Winkl hat die Postleitzahl 3592.

## Bevölkerungsentwicklung
| Jahr      | 1794 | 1846 | 1869 | 1951 | 1961 | 1971 | 1991 | 2001 |
| --------- | ---- | ---- | ---- | ---- | ---- | ---- | ---- | ---- |
| Einwohner | 235  | 247  | 210  | 227  | 221  | 208  | 169  | 157  |

## Geschichte
Der Ort wurde erstmals 1230 genannt. Er teilt seine Geschichte mit dem Hauptort Röhrenbach.

## Wirtschaft und Infrastruktur

### Verkehr
Das Linienbusunternehmen PostBus fährt eine Haltestelle der Linie 1308 (Horn-Zwettl) in Winkl an. Die nächstgelegenen Bahnhöfe der ÖBB sind Irnfritz an der Franz-Josefs-Bahn sowie Rosenburg und Horn an der Kamptalbahn.